# Утида, Ацуто
Ацу́то Ути́да (яп. 内田 篤人 утида ацуто, род. 27 марта 1988[…], Каннами) — японский футболист, правый защитник. Выступал в сборной Японии. Победитель Кубка Азии 2011.

## Карьера

### Клубная
Свою профессиональную карьеру Утида начал в клубе «Касима Антлерс», в котором дебютировал в 17-летнем возрасте 5 марта 2006 года, а 21 марта того же года забил свой первый гол на профессиональном уровне. За «Касима Антлерс» играл до июня 2010 года, трижды выиграв за это время чемпионат Джей-лиги. 13 июня 2010 года Утида подписал 3-летний контракт с «Шальке 04». 16 августа 2012 года Ацуто продлил контракт с «Шальке» до 2015 года. 30 октября 2014 года контракт был продлён до 2018 года.

### Национальная
В национальной сборной Ацуто Утида дебютировал 26 января 2008 года в матче со сборной Чили. Утида принимал участие в чемпионате мира 2010.

## Достижения
Касима Антлерс
- Чемпион Джей-лиги (3): 2007, 2008, 2009
- Победитель Кубка Императора: 2007
- Победитель Суперкубка Японии: 2009

Шальке 04
- Обладатель Кубка Германии: 2010/11
- Обладатель Суперкубка Германии: 2011

Личные
- В символической сборной Джей-лиги (2): 2008, 2009